# Dorothy Wordsworth

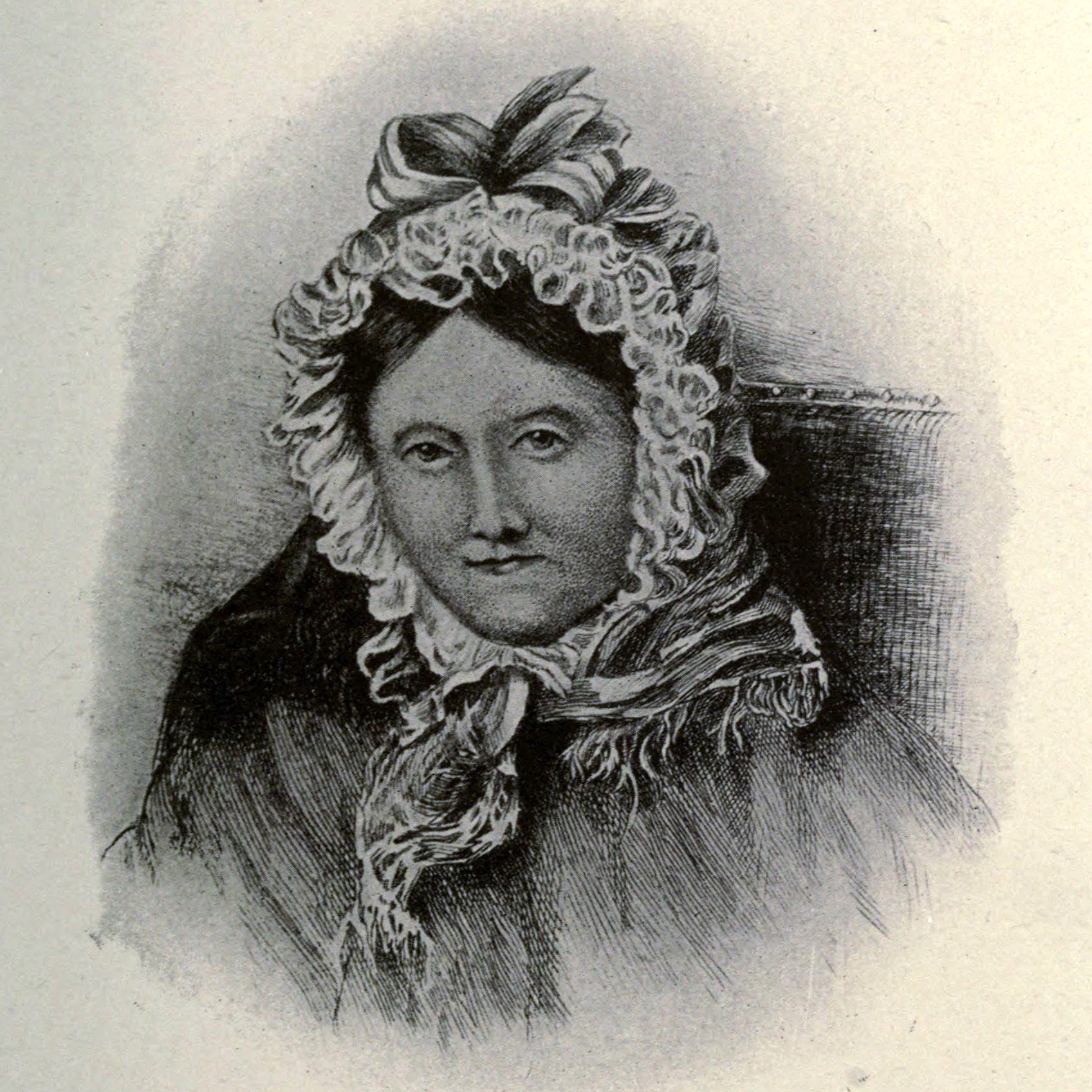
Dorothy Wordsworth

Dorothy Mae Ann Wordsworth (* 25. Dezember 1771 in Cockermouth, Cumberland (heute Cumbria), England; † 25. Januar 1855 in Rydal Mount bei Ambleside, England) war eine englische Poetin und Tagebuchautorin. Sie war die Schwester des romantischen Dichters William Wordsworth, mit dem sie lebenslang eng verbunden war. Dorothy Wordsworth zeichnete sich weniger durch ihr schriftstellerisches Werk aus, als durch ihre Briefe, Tagebücher und Kurzgeschichten, die erst postum veröffentlicht wurden und einen dokumentarischen Wert in der englischen Literatur besitzen.

## Leben
Dorothy Wordsworth war das dritte von fünf Kindern des Anwalts John Wordsworth und der Ann Cookson aus Penrith. Die Mutter starb 1777 als Dorothy sechs Jahre alt war, der Vater nur sechs Jahre später, im Jahre 1783. Der Vater hinterließ kein Testament und so wurden die Kinder zu verschiedenen Verwandten geschickt. Mit 15 Jahren kam Dorothy zu ihren Großeltern nach Penrith, wo sie für kurze Zeit ihre Geschwister wieder sah. Vom 17. bis zum 22. Lebensjahr lebte sie bei ihrem Onkel William Cookson in Norfolk, wo sie eine glückliche Zeit verbrachte, sich im Lesen und Schreiben übte und sich selbst Französisch beibrachte. Ab dem Winter 1793/94 hielt sich an verschiedenen Orten auf. Um 1795 teilte sie sich mit ihrem Bruder William ein Haus in Dorset. Vermutlich zu dieser Zeit entwickelte sich eine intensive Geschwisterliebe. Die beiden verbrachten die ersten Jahre zusammen in Armut und erbettelten sich häufig abgelegte Kleidungsstücke von Freunden. In Alfoxden in Somerset freundeten sich die Wordsworths mit dem Dichter Samuel Taylor Coleridge an und reisten mit ihm nach Deutschland. Unterwegs begann Dorothy ein Tagebuch zu führen, worin sie ihre Ausgaben auflistete und Dinge des täglichen Bedarfs notierte. Von 1798 bis 1799 fanden sie Unterkunft in Goslar, während Coleridge an der Universität Göttingen studierte. Zurück in Alfoxden begann Dorothy ausführlichere Journale niederzuschreiben, die zumeist von Reisen und kurzen Exkursionen mit William und Coleridge handelten.

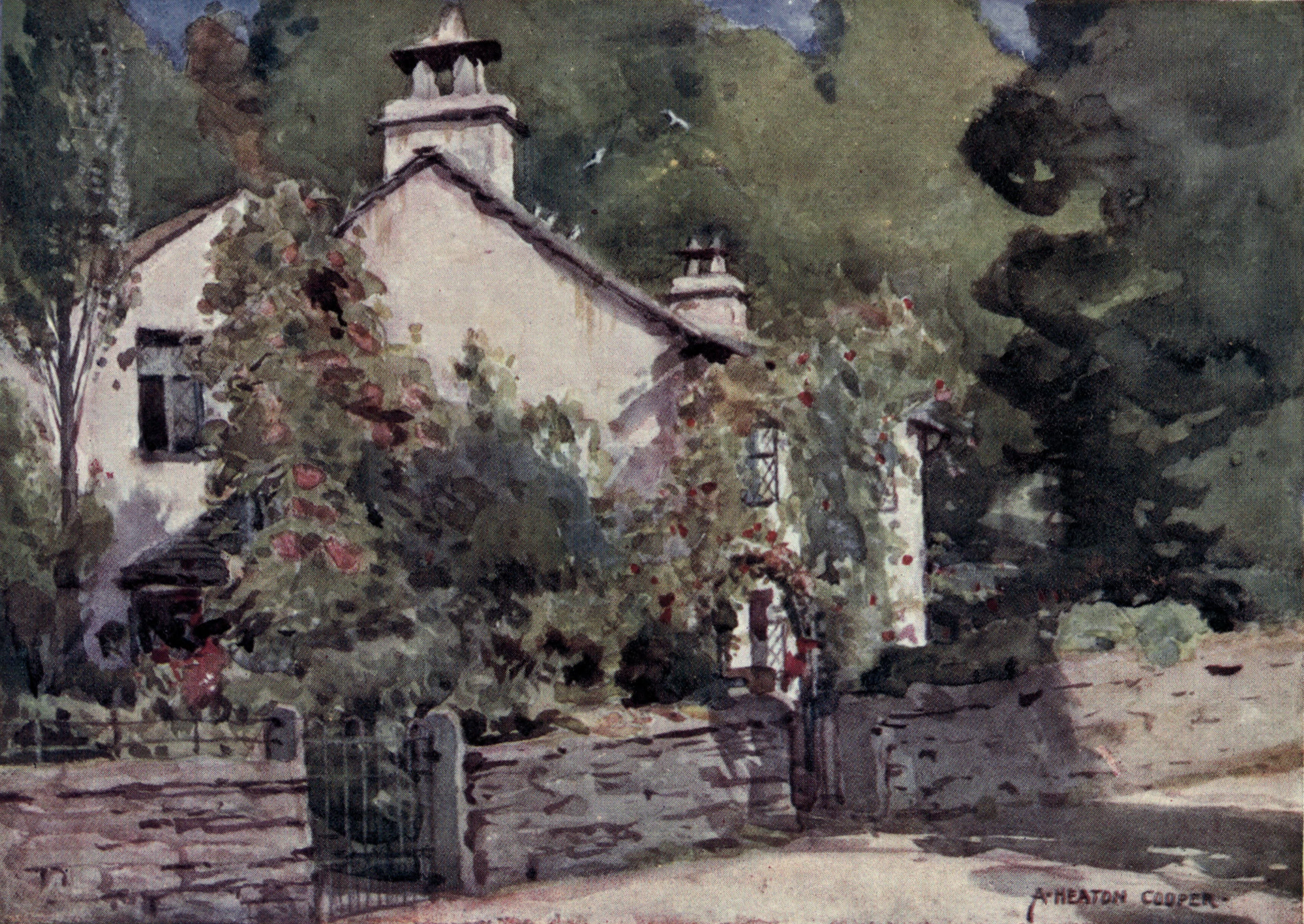
A. Heaton Cooper: Dove Cottage, 1905

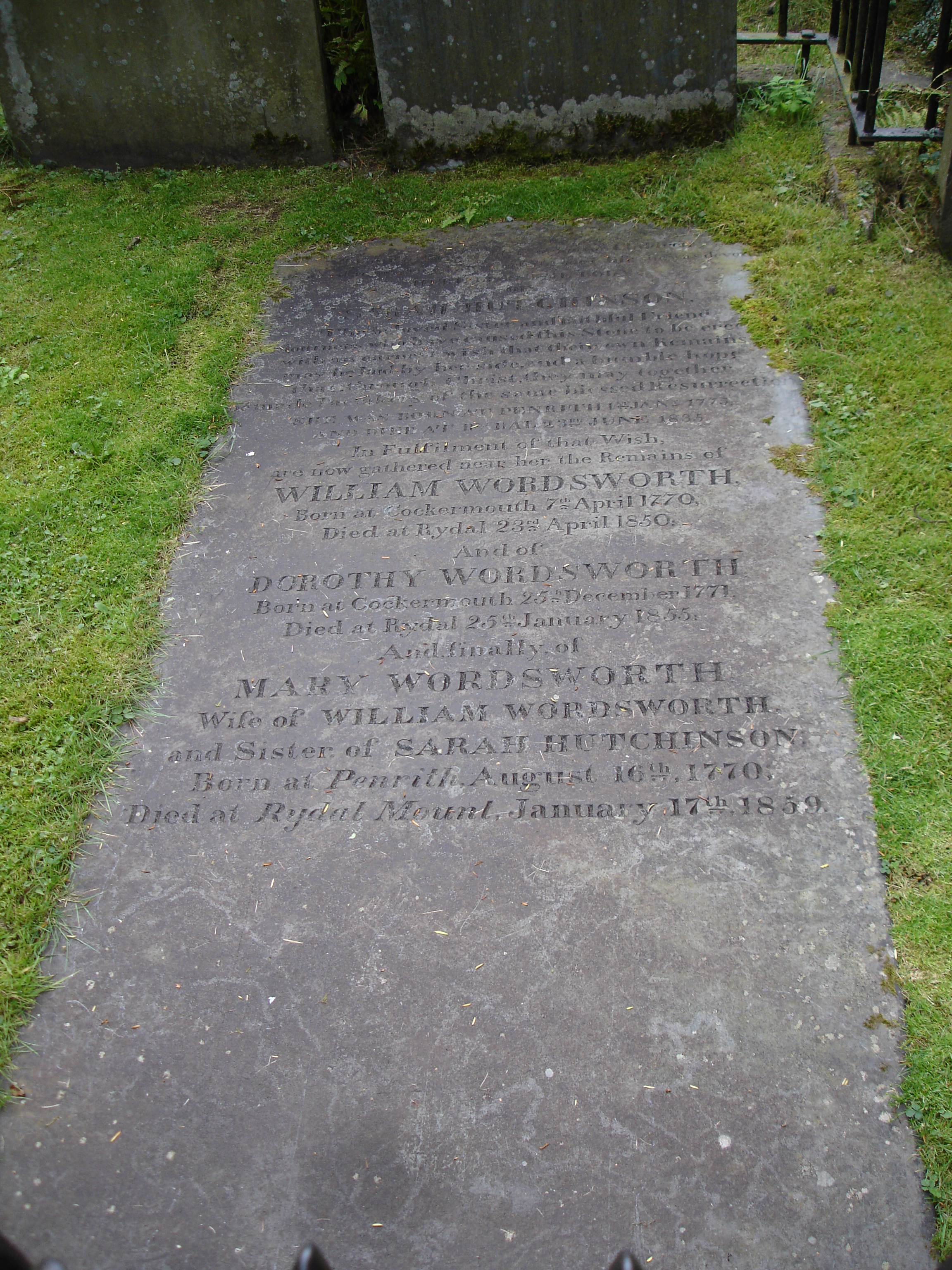
Familiengrab von William, Dorothy und Mary Wordsworth in Grasmere

William wie Coleridge verwendeten Dorothys Gedanken und Notizen als Anregungen für ihre eigenen Werke. Coleridge bemerkte: „Obwohl wir drei Personen waren, waren wir wie eine Seele.“ 1799 bezog Dorothy mit ihrem Bruder das Dove Cottage in Grasmere im Lake District. 1802 heiratete William seine Jugendliebe Mary Hutchinson, die zugleich die beste Freundin seiner Schwester Dorothy war. Die Hochzeit war ein freudiges Ereignis, nur nicht für Dorothy, die zu hysterisch wurde um der Feier beizuwohnen. Bereits Tage vor der Hochzeit hatte sie (vermutlich an ihren Bruder) geschrieben: „Ich habe Mary Hutchinson seit langem wie eine Schwester geliebt und sie war zu mir ebenso, und du wirst vermuten, dass ich der Verbindung zwischen uns mit vollkommener Freude entgegen sehe, doch so glücklich ich auch bin, sehe ich mit halber Furcht, dass mich die Ansammlung all der zarten Gefühle aus Vergangenheit, Gegenwart und Zukunft am Morgen der Hochzeit überkommen werden.“ Sich selbst empfand Dorothy mit 31 Jahren bereits „als zu alt für eine Ehe“. Selbst nach der Vermählung von William Wordsworth und Mary Hutchinson wohnte Dorothy weiterhin mit den beiden zusammen in Grasmere und zog 1813 mit ihnen nach Rydal Mount, einem Haus in der Nähe des cumbrischen Ortes Ambleside, wo sie bis zu ihrem Tod leben sollte.
Dorothy Wordsworth blieb unverheiratet. 1829 erkrankte sie ernsthaft und sollte für den Rest ihres Lebens hinfällig bleiben. 1835 erkrankte sie an Arteriosklerose und litt die letzten 20 Lebensjahre zunehmend an einer Demenz. Sie starb knapp fünf Jahre nach ihrem geliebten Bruder William mit 84 Jahren auf Rydal Mount – in „einem tiefen Dunst der Senilität“ wie ihr Biograf Richard Cavendish schrieb. Dorothy, William und Mary Wordsworth sind in einem Familiengrab in Grasmere beerdigt.

## Werk
Fast ein Jahrhundert tauchte Dorothy Wordsworth nur als Fußnote in der Biografie ihres bekannten Bruders auf. Ein einziges Mal, 1803, versuchte sie ihre Erlebnisse von einer Reise mit ihrem Bruder nach Schottland zu veröffentlichen, fand jedoch keinen Verleger. Ihr Reisebericht Recollections of a Tour Made in Scotland erschien postum erst 1874. Ihr Grasmere Journal wurde erstmals 1897 von dem Verleger William Angus Knight veröffentlicht, blieb aber weitgehend unbeachtet. 1931 kaufte die Kinderbuchautorin Beatrix Potter das Dove Cottage im Lake District, in dem Dorothy und ihr Bruder William lange Jahre gelebt hatten. In der Scheune des Cottage fand Potter ein Bündel altes Papier und entdeckte, dass es sich um die Tagebuchaufzeichnungen von Dorothy Wordsworth handelt. Potters Fund wurde 1933 als The Grasmere Journal veröffentlicht. Das Journal berichtet ausführlich vom Alltagsleben im Lake District, erzählt von langen Spaziergängen mit dem Bruder durch die Umgegend und zeichnet schriftstellerisch detaillierte Porträts von den so genannten Lake Poets oder Lakists, wie die dort ansässigen Schriftsteller Samuel Taylor Coleridge, Charles Lamb, Sir Walter Scott und Robert Southey mit denen die Wordsworths eng befreundet waren, auch genannt wurden. Der eigentlich radikale Schriftsteller Southey war in England vor allem durch seine Niederschrift des Grimmschen Märchens Goldilocks and the Three Bears („Goldlöckchen und die drei Bären“) bekannt geworden.

### Bedeutung
Dorothy Wordsworths Schriften und deren dokumentarischer Wert für die Frauenliteratur wurden gerade zu einem Zeitpunkt wiederentdeckt, als sich feministische Kritiker und Literaten wie beispielsweise Virginia Woolf verstärkt mit der Rolle der Frau in der Literatur befassten. Woolf, selbst akribische Tagebuchschreiberin, befasste sich in ihren Essays bevorzugt mit Dorothy Wordsworth’ Notizen. Seit dem Erfolg des Grasmere Journals wurden zahlreiche weitere Briefe, Tagebücher und Notizen von Dorothy Wordsworth veröffentlicht. Alle Arbeiten zeigen, wie viel sie zum schriftstellerischen Erfolg ihres Bruders beigetragen hatte: William Wordsworth und Samuel Taylor Coleridge übernahmen freizügig ihre detaillierten Landschaftsbeschreibungen für ihr eigenes Werk.

## Schriften
- The Grasmere and Alfoxden Journals. Oxford University Press, 2002, ISBN 0-19-284062-2.
  - deutsch: Das Grasmere-Journal. Dieterich’sche Verlagsbuchhandlung, Mainz 2016, ISBN 978-3-87162-084-3.